# Obština Strumjani
Obština Strumjani (bulharsky Община Струмяни) je bulharská jednotka územní samosprávy v Blagoevgradské oblasti. Leží v jihozápadním Bulharsku u hranic se Severní Makedonií, na svazích pohoří Ogražden, Malševska planina a severního Pirinu a v mezilehlých údolích. Správním střediskem je ves Strumjani, kromě ní obština zahrnuje 20 vesnic. Žije zde necelých 5 tisíc stálých obyvatel.

## Sídla
| - Caparevo - Dobri Laki - Drakata - Goreme - Gorna Krušica - Gorna Ribnica - Igralište | - Ilindenci - Kamenica - Kărpelevo - Klepalo - Kolibite - Machalata - Mikrevo | - Nikudin - Palat - Razdol - Sedelec - Strumjani (sídlo správy) - Veljuštec - Vrakupovica |

## Sousední obštiny
| Růžice kompasu |                   | Kresna |           | Růžice kompasu |
| Růžice kompasu | Sever             |        |           | Růžice kompasu |
| Růžice kompasu | Obština Strumjani |        |           | Růžice kompasu |
| Růžice kompasu | Jih               |        |           | Růžice kompasu |
| Růžice kompasu |                   | Petrič | Sandanski | Růžice kompasu |

## Obyvatelstvo
V obštině žije 4 916 stálých obyvatel a včetně přechodně hlášených obyvatel 5 577. Podle sčítání 1. února 2011 bylo národnostní složení následující:
- Bulhaři: 4 399 (95.0 %)
- Romové: 124 (2.7 %)
- Turci: 9 (0.2 %)
- ostatní: 98 (2.1 %)